# 20. květen
20. květen je 140. den roku podle gregoriánského kalendáře (141. v přestupném roce). Do konce roku zbývá 225 dní. Svátek má Zbyšek.

## Události

### Česko
- 1420 – Do Prahy vtáhlo husitské vojsko vedené Janem Žižkou k posílení obrany města proti 1. protihusitské kruciátě.
- 1422 – Pražané začali obléhat hrad Karlštejn, nejmocnější oporu nepřátel husitů v blízkosti Prahy.
- 1896 – Ustavení Katolické strany národní na Moravě, jejím vůdcem se stal Mořic Hruban.
- 1929 – V Praze byla ustavena mezinárodní loutkářská organizace UNIMA.
- 1938 – V reakci na ostré zhoršení mezinárodní situace byl do zbraně povolán první ročník záloh Československé branné moci (tzv. 1. československá mobilizace).
- 1945 – Zdeněk Fierlinger informoval o jednání se Zorinem ohledně repatriací československých občanů z území ovládaných Rudou armádou.
- 1968 – V Brně byla významnými osobnostmi z moravských akademických kruhů založena Společnost pro Moravu a Slezsko, která usilovala v souvislosti s federalizací Československa o vznik československé trojfederace Čech, Moravy se Slezskem a Slovenska.
- 2006 – Bývalý místopředseda ODS Miroslav Macek fyzicky napadl tehdejšího ministra zdravotnictví Davida Ratha (ČSSD) na zasedání České stomatologické komory.

### Svět
- 1217 – Druhá bitva nedaleko anglického Lincolnu, kde francouzského prince Ludvíka porazilo vojsko vedené hrabětem Vilémem Maréchalem.
- 1498 – Portugalský mořeplavec Vasco da Gama doplul do Kóžikkótu, čímž se Portugalcům otevřela cesta k asijským trhům s kořením.
- 1521 – Při obraně Pamplony byl vážně zraněn rytíř Íñigo López de Loyola, načež se z něj při rekonvalescenci stal horlivý katolík a pod řeholním jménem Ignác z Loyoly založil Tovaryšstvo Ježíšovo.
- 1570 – První vydání Orteliova Theatrum Orbis Terrarum, prvního moderního atlasu.
- 1631 – Třicetiletá válka: Vojevůdce Katolické ligy hrabě Jan Tserclaes Tilly dobyl Magdeburg.
- 1873 – Levi Strauss získal patent na džíny.
- 1885 – Byl založen Mezinárodní úřad pro míry a váhy.
- 1895 – Oscar Wilde byl odsouzen na 2 roky za homosexualitu.
- 1896 – V Nižním Novgorodě byla zahájena tramvajová doprava.
- 1902 – Kuba oficiálně přijala novou vlajku která byla navrhnuta roku 1849.
- 1927 – Americký pilot Charles A. Lindbergh odstartoval z Long Islandu do Paříže a jako první člověk sólovým letem přeletěl bez mezipřistání Atlantský oceán.
- 1941 – Druhá světová válka: Vojáci německých vzdušných výsadkových vojsk a letadly převážení vojáci pěchoty provedli invazi na Krétu.
- 1948 – Čankajšek byl zvolen čínským prezidentem.
- 1978 – K Venuši odstartovala americká sonda Pioneer 12.
- 2018 – Prezidentské volby ve Venezuele vyhrál dosavadní socialistický prezident Nicolás Maduro.

## Narození

### Česko

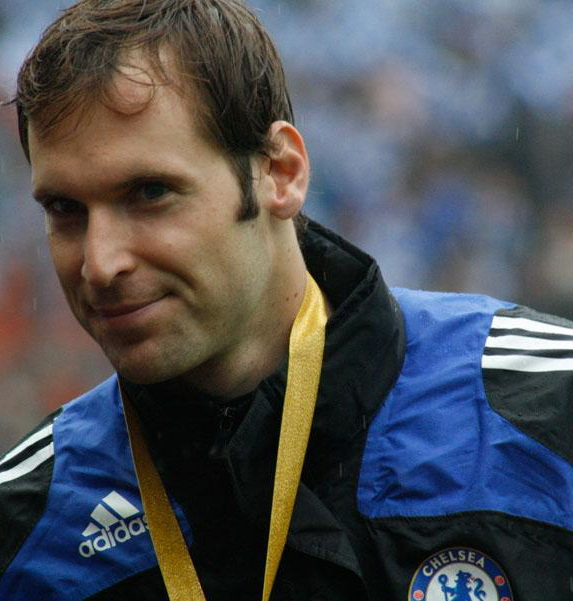
Petr Čech (* 1982; fotbalista)

- 1315 – Jitka Lucemburská, dcera českého krále Jana Lucemburského a Elišky Přemyslovny († 11. září 1349)
- 1677 – Jan Adam Vratislav z Mitrovic, pražský arcibiskup († 2. června 1733)
- 1770 – Antonín Bedřich I. Mitrovský, osvícenec a úředník († 1. září 1842)
- 1784 – Johann Reislin von Sonthausen, německý lékař a pedagog činný v Olomouci († 4. listopadu 1861)
- 1802 – Antonín Boček, archivář a historik († 13. ledna 1847)
- 1840 – Jan Radimský, český šlechtic a politik († 17. června 1903)
- 1852 – Václav Neubert, český knihkupec, tiskař a nakladatel († 13. dubna 1936)
- 1854 – Ferdinand Neunteufl, poslanec Říšské rady a Moravského zemského sněmu († 1939)
- 1861 – Martin Zaus, český varhanář († 19. ledna 1905)
- 1880 – Josef Haken, československý politik († 3. května 1949)
- 1883
  - Otokar Fischer, divadelní kritik, teoretik a historik, překladatel, dramaturg, básník a dramatik († 12. března 1938)
  - Jan Kašpar, průkopník české aviatiky († 2. března 1927)
- 1896 – Jan Emil Koula, český architekt († 22. listopadu 1975)
- 1897 – Josef Švejcar, český pediatr († 30. ledna 1997)
- 1898 – František Němec, československý politik, exilový ministr († 19. března 1963)
- 1907 – Zdena Mašínová starší, manželka Josefa Mašína († 12. června 1956)
- 1909 – Marie Paříková, operní pěvkyně († 30. srpna 1999)
- 1913 – Jan Truhlář, fotbalista († 6. října 1982)
- 1914 – Jura Sosnar-Honzák, komunistický odbojář a politik († 26. listopadu 1989)
- 1915 – Viktorie Švihlíková, klavíristka, cembalistka a hudební pedagožka († 11. srpna 2010)
- 1920 – Vilém Flusser, filozof († 27. listopadu 1991)
- 1924
  - Miloš Klimek, československý fotbalový reprezentant († 5. listopadu 1982)
  - Zdeněk Bardoděj, toxikolog († 16. prosince 2008)
- 1927 – František Kotlaba, botanik  († 11. června 2020)
- 1929 – Vladimír Bartoš, lékař, odborník na léčbu nemocí slinivky břišní († 9. února 2013)
- 1931 – Ota Karen, ekonom, právník, představitel mezinárodního družstevního hnutí († 20. března 2007)
- 1932 – Bohumil Samek, historik a historik umění
- 1933 – Zdeněk Vašíček, filosof, esejista, historik, archivář, archeolog († 13. dubna 2011)
- 1938 – Stanislav Křeček, právník a politik
- 1940 – Otto Jelinek, kanadský krasobruslař, podnikatel a politik českého původu
- 1946 – Pavel Frýbort, publicista, prozaik, překladatel a dramatik († 27. března 2007)
- 1947 – Zdeněk Hölzel, architekt
- 1948
  - Rudolf Žáček, historik
  - Kamila Klugarová, varhanice
- 1950 – Miki Jelínek, kytarista, zpěvák, písničkář, textař, dramatik, herec
- 1951 – Vladimír Koronthály, muzikolog a politik
- 1955 – Jaromír Plíšek, cestovatel, spisovatel a diplomat
- 1956 – Tomáš Šmíd, tenista
- 1964 – Petr Kellner, manažer a miliardář († 27. března 2021)
- 1971 – Šárka Kašpárková, atletka, trojskokanka
- 1974 – Petr Štěpán, divadelní a filmový herec
- 1975 – Ivo Cicvárek, písničkář a dramaturg
- 1978 – Pavla Rybová, skokanka o tyči
- 1979 – Jolana Smyčková, dabérka, herečka a zpěvačka
- 1982 – Petr Čech, fotbalový brankář
- 1986
  - Jiřina Ptáčníková, skokanka o tyči
  - Veronika Arichteva, herečka
- 1987 – Luboš Kalouda, fotbalista
- 1991 – Jan Kratochvíl, žokej
- 1992 – Václav Kadlec, fotbalový útočník
- 1998 – Petr Vejvoda, student obchodní akademie († 14. října 2014)

### Svět

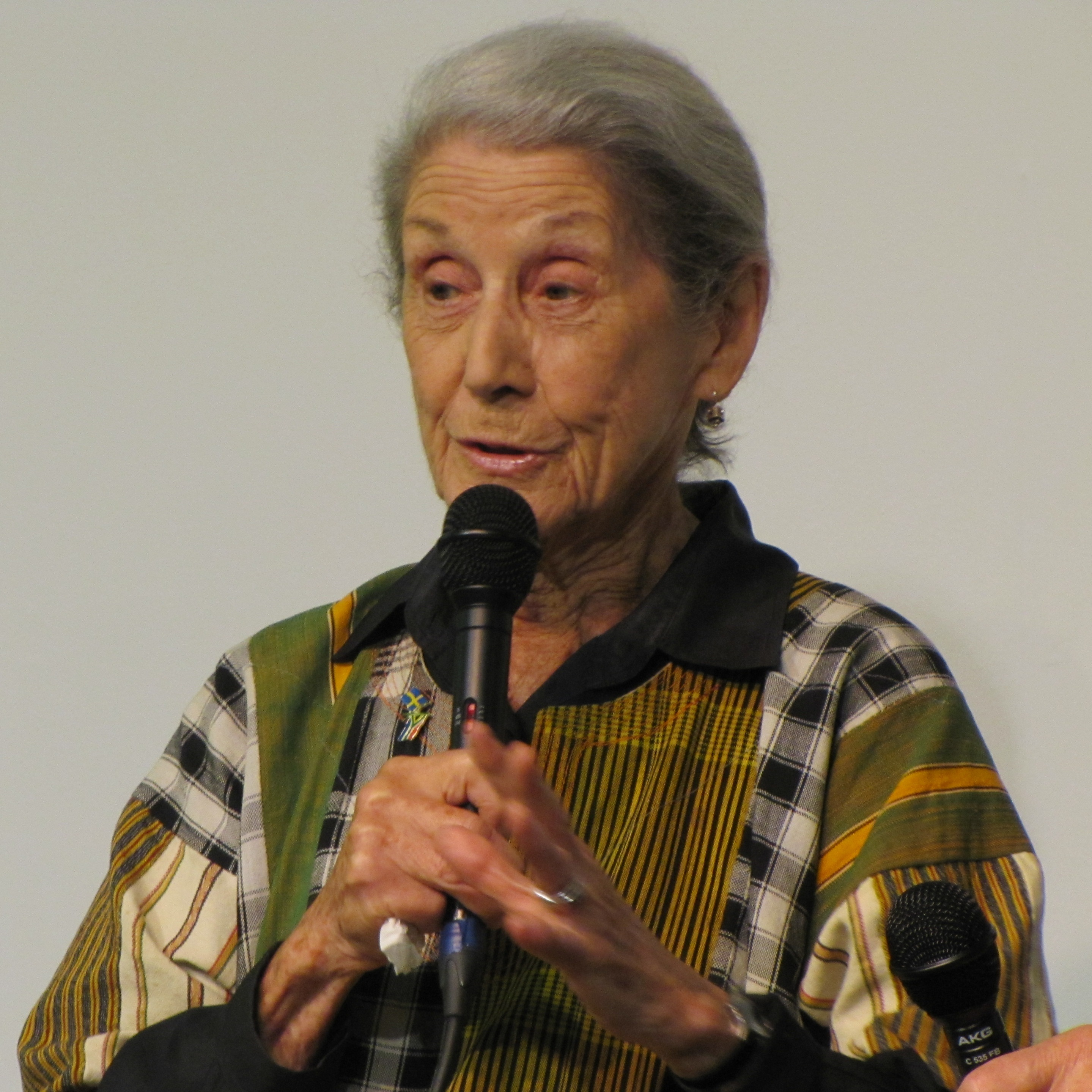
Nadine Gordimerová (* 1923)

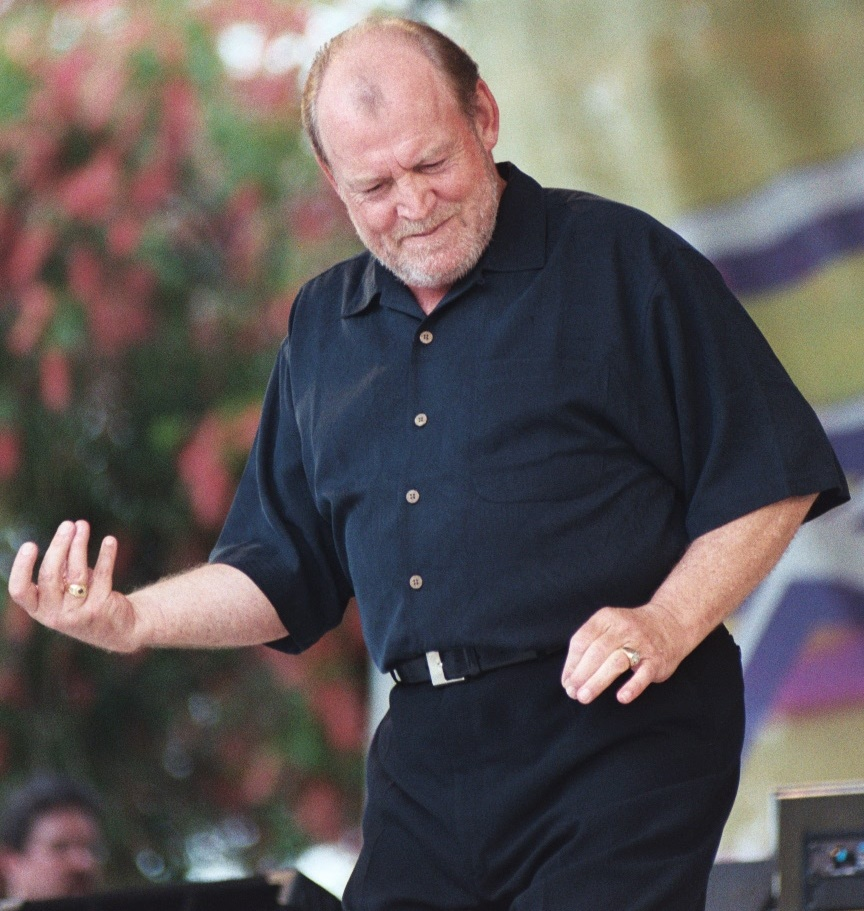
Joe Cocker (* 1944)

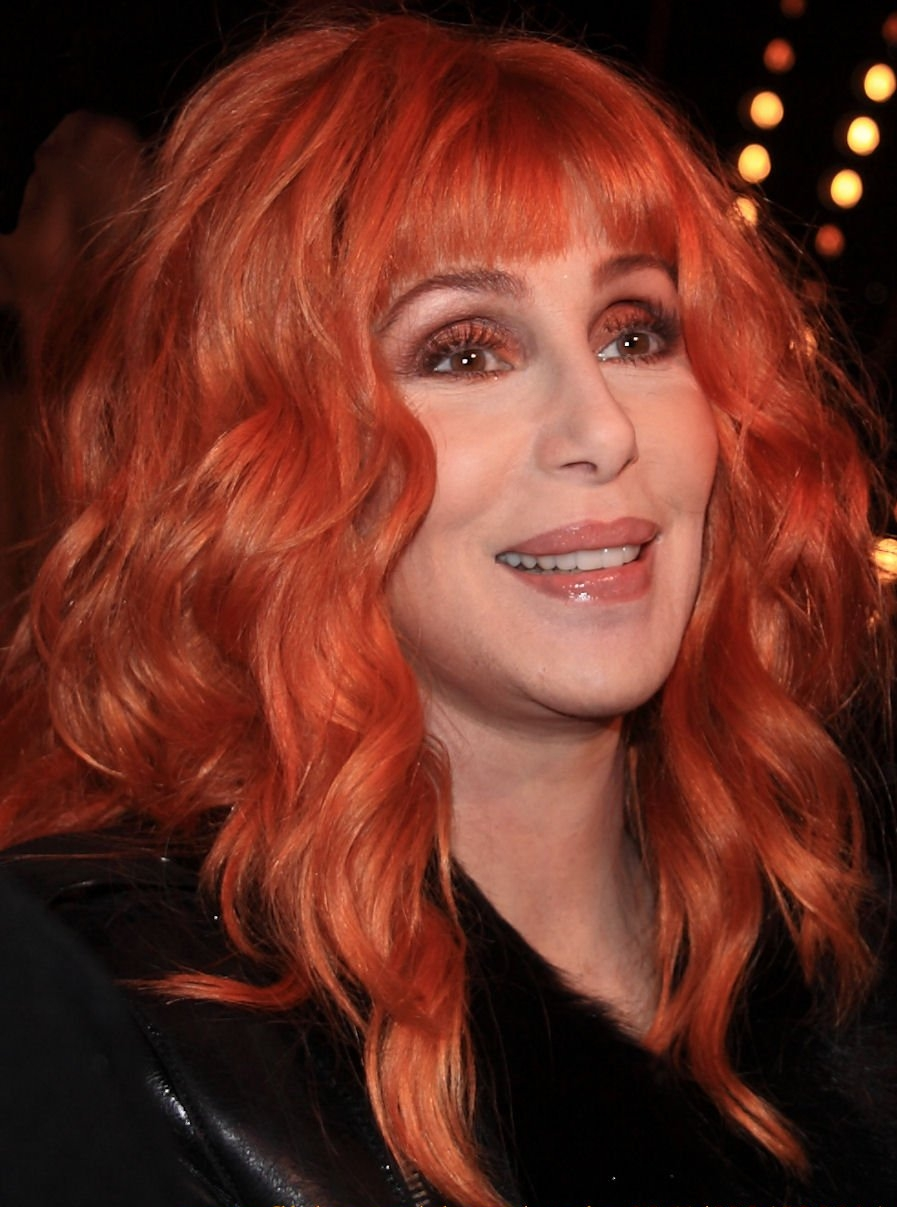
Cher (* 1946)

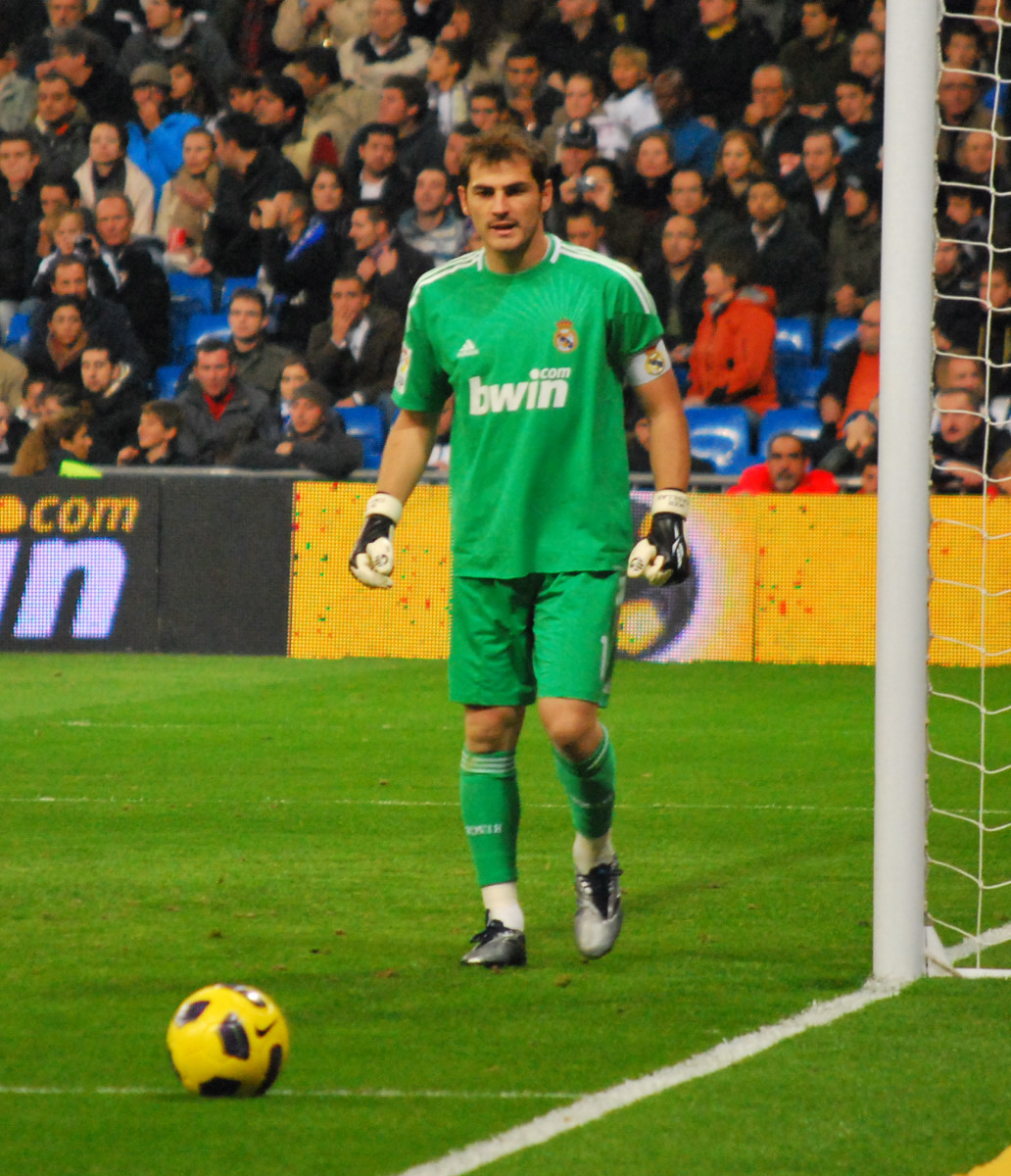
Iker Casillas (* 1981)

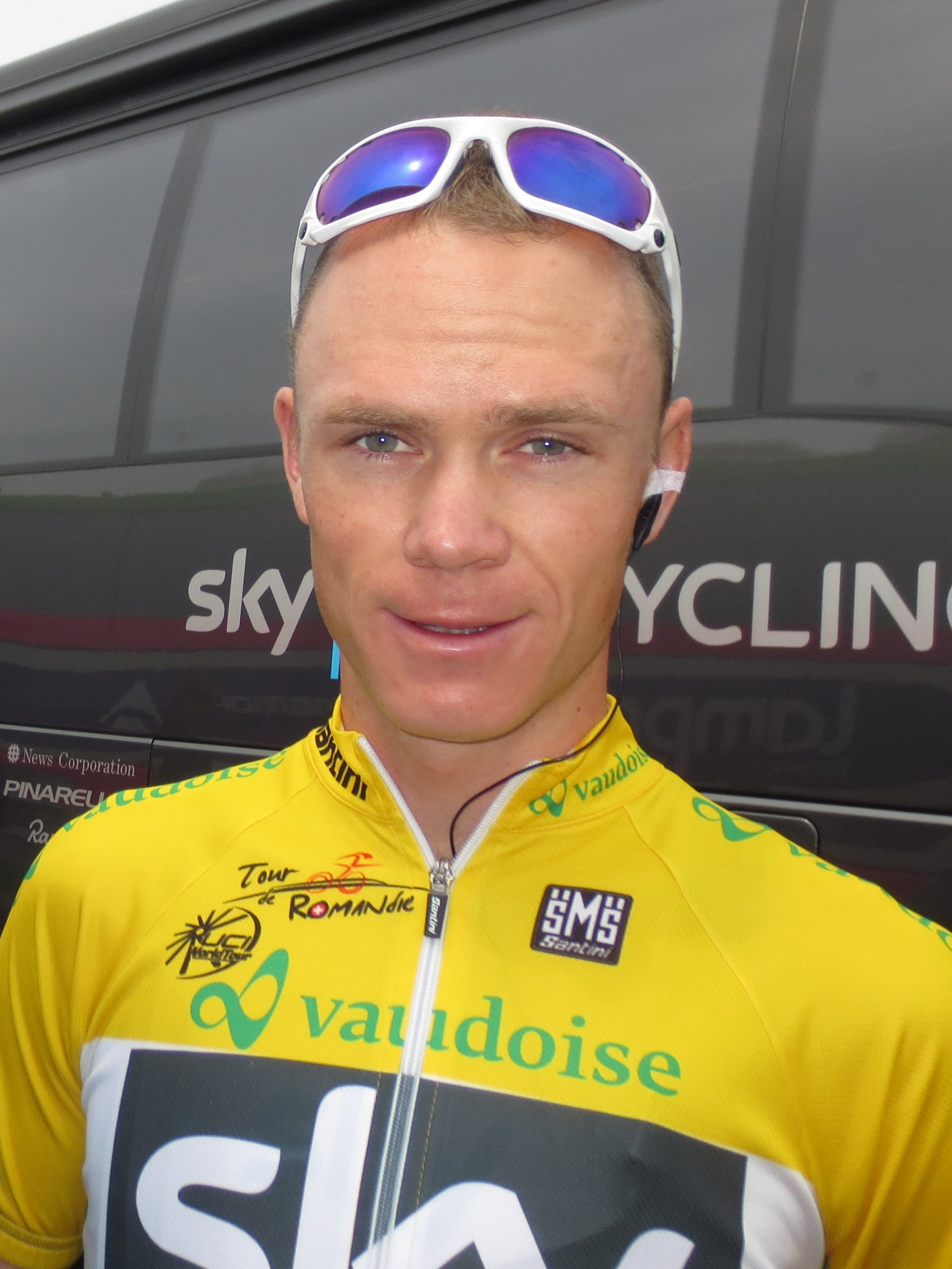
Chris Froome (* 1985)

- 1470 – Pietro Bembo, italský renesanční spisovatel († 18. ledna 1547)
- 1743 – Toussaint Louverture, haitský černošský vojevůdce a revolucionář († 7. dubna 1803)
- 1764 – Johann Gottfried Schadow, německý sochař († 27. ledna 1850)
- 1768 – Dolley Madisonová, manželka prezidenta J. Madisona († 12. července 1849)
- 1780 – Bernardino Rivadavia, argentinský státník a první prezident Argentiny († 2. září 1845)
- 1794 – Karl Julius Perleb, německý přírodovědec († 11. června 1845)
- 1799 – Honoré de Balzac, francouzský spisovatel († 18. srpna 1850)
- 1805 – Georg Gottfried Gervinus, německý historik († 18. března 1871)
- 1806 – John Stuart Mill, anglický filozof, politický ekonom a politik, zastánce utilitarismu († 8. května 1873)
- 1822 – Frédéric Passy, francouzský politik a ekonom († 12. června 1912)
- 1826 – Moritz von Streit, předlitavský politik († 22. března 1890)
- 1842 – Alexandr Ivanovič Vojejkov, ruský cestovatel, geograf a meteorolog († 9. února 1916)
- 1843 – Pere Miquel Marquès, španělský hudební skladatel a houslista († 15. února 1918)
- 1846 – Alexandr von Kluck, německý generál († 19. října 1934)
- 1851 – Emile Berliner, americký vynálezce gramofonu († 1929)
- 1860 – Eduard Buchner, německý chemik, nositel Nobelovy ceny za chemii za rok 1907 († 1917)
- 1869 – Joshua Pim, irský lékař a tenista († 15. dubna 1942)
- 1873 – Seraja Šapšal, představitel krymských a litevských Karaimů († 18. listopadu 1961)
- 1881 – Władysław Sikorski, generál a předseda polské exilové vlády († 4. července 1943)
- 1882 – Sigrid Undsetová, norská spisovatelka, nositelka Nobelovy ceny za literaturu († 10. června 1949)
- 1883 – Fajsal I., králem Velké Sýrie a Iráku († 8. září 1933)
- 1901 – Max Euwe, nizozemský šachista a matematik († 26. listopadu 1981)
- 1902 – Aurel von Jüchen, německý teolog a spisovatel († 11. ledna 1991)
- 1904 – Margery Allinghamová, anglická detektivní spisovatelka († 30. června 1966)
- 1907 – Carl Mydans, americký fotograf († 16. srpna 2004)
- 1908
  - Ján Jamnický, slovenský herec, režisér, scenárista († 4. srpna 1972)
  - Hans Jürgen Kallmann, německý malíř († 6. března 1991)
  - James Stewart, americký herec († 2. července 1997)
- 1911 – Annie M. G. Schmidt, nizozemská básnířka a spisovatelka († 21. května 1995)
- 1912
  - Chajim Perelman, belgický filozof († 22. ledna 1984)
  - Wilfrid Sellars, americký filozof († 2. července 1989)
- 1915 – Moše Dajan, izraelský generál a politik († 16. října 1981)
- 1916
  - Alexej Petrovič Maresjev, legendární sovětský válečný pilot († 19. května 2001)
  - Trebisonda Valla, italská olympijská vítězka v běhu na 80 metrů překážek z roku 1936 († 16. října 2006)
- 1917 – David McClelland, americký psycholog († 27. března 1998)
- 1918 – Edward B. Lewis, americký genetik a nobelista († 21. července 2004).
- 1921 – Wolfgang Borchert, německý spisovatel († 20. listopadu 1947)
- 1923
  - Jisra'el Gutman, izraelský historik († 1. října 2013)
  - Nadine Gordimerová, jihoafrická spisovatelka, nositelka Nobelovy ceny († 2014)
- 1924 – Dušan Bilandžić, chorvatský právník, politik a historik († 4. března 2015)
- 1927 – Franciszek Macharski, polský kardinál († 2. srpna 2016)
- 1928 – Al Aronowitz, americký novinář a manažer hudebních skupin († 1. srpna 2005)
- 1930
  - Sune Spångberg, švédský jazzový bubeník († 21. června 2012)
  - Richard Herrnstein, americký psycholog († 1994)
- 1932 – Yosef Hayim Yerushalmi, americký historik († 8. prosince 2009)
- 1935
  - Hanna Krallová, polská novinářka a spisovatelka
  - José Mujica, prezident Uruguaye
- 1936 – Anthony Zerbe, americký herec
- 1938
  - Stien Baasová-Kaiserová, nizozemská rychlobruslařka, olympijská vítězka
  - Astrid Kirchherrová, německá fotografka a designérka († 12. května 2020)
- 1940 – Stan Mikita, kanadský hokejista slovenského původu († 7. srpna 2018)
- 1941 – Goh Chok Tong, premiér Singapuru
- 1942 – Lynn Davies, britský atlet, olympijský vítěz ve skoku do dálky
- 1943 – Albano Carrisi, italský zpěvák, herec a vinař
- 1944
  - Joe Cocker, anglický rockový a bluesový zpěvák († 22. prosince 2014)
  - Matan Vilnaj, izraelský politik
  - David Walker, americký astronaut († 23. dubna 2001)
- 1945 – Anton Zeilinger, rakouský fyzik
- 1946 – Cher, americká zpěvačka
- 1948 – Alexandr Timošinin, sovětský dvojnásobný olympijský vítěz na dvojskifu
- 1950 – Erri De Luca, italský romanopisec, básník a překladatel
- 1951 – Thomas Akers, americký astronaut
- 1952
  - Walter Isaacson, americký novinář a spisovatel
  - Roger Milla, kamerunský fotbalista
- 1954
  - Luis Royo, španělský malíř
  - Robert Van de Walle, belgický judista, olympijský vítěz
  - Esko Aho, finský politik
- 1955
  - Diego Abatantuono, italský divadelní a televizní herec a scenárista
  - Anton Corbijn, nizozemský fotograf a režisér
  - Zbigniew Preisner, polský hudební skladatel
- 1956
  - Boris Akunin, ruský spisovatel
  - Douglas Preston, americký spisovatel
- 1957
  - Vladimír Palko, slovenský politik
  - Jošihiko Noda, japonský premiér
- 1958 – Jane Wiedlinová, americká hudebnice a herečka
- 1959
  - Israel Kamakawiwo'ole, havajský hudebník († 1997)
  - Bronson Pinchot, americký herec
  - Marianne Curley, australská spisovatelka
- 1964 – Paul William Richards, americký inženýr a astronaut
- 1967 – Patrick Ortlieb, rakouský alpský lyžař
- 1968
  - Timothy Olyphant, americký herec
  - Waisale Serevi, fidžijský ragbista
- 1974 – Stanislav Markelov, ruský právník a lidskoprávní aktivista († 19. ledna 2009)
- 1975 – Graham Potter, anglický fotbalista a trenér
- 1976 – Virpi Kuitunenová, finská běžkyně na lyžích
- 1977 – Matt Czuchry, americký herec
- 1981
  - Tomáš Starosta, slovenský hokejista
  - Iker Casillas, španělský fotbalový brankář
- 1985 – Chris Froome, britský cyklista
- 1988 – Andrij Procenko, ukrajinský skokan do výšky
- 1992 – Jack Gleeson, irský herec

## Úmrtí

### Česko

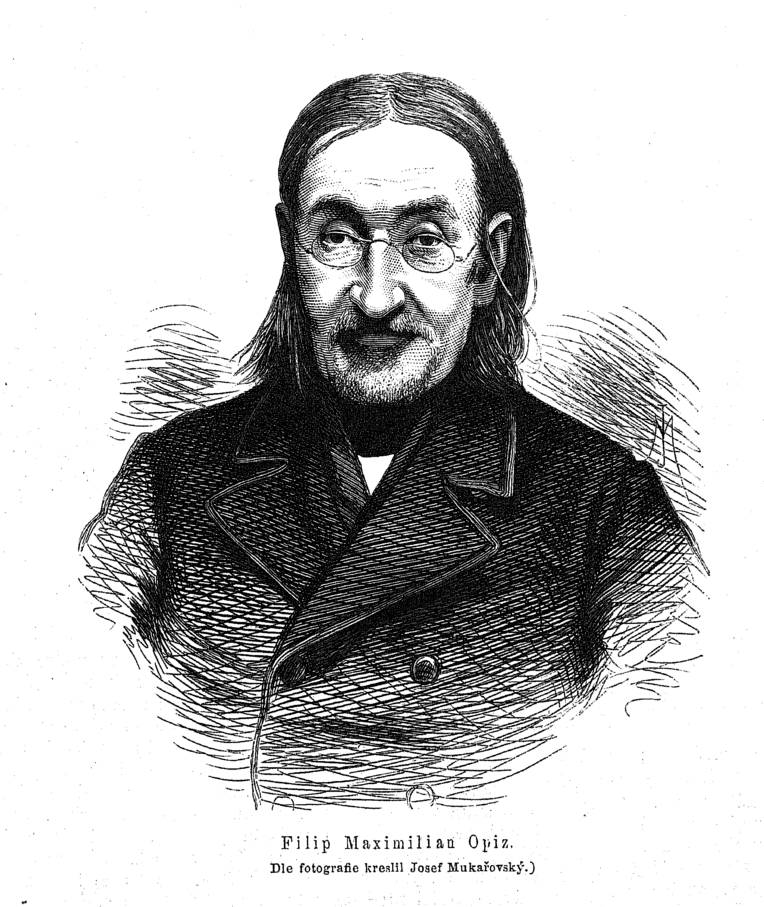
Filip Maxmilián Opiz († 1858)

- 1738 – Filip Sattler, olomoucký barokní sochař (* 20. dubna 1695)
- 1799 – Jan Nepomuk Mitrovský, přírodovědec, mecenáš a skladatel (* 20. ledna 1757)
- 1858 – Filip Maxmilián Opiz, česko-německý lesník a botanik (* 5. června 1787)
- 1888 – František Xaver Josef Beneš, archeolog (* 6. srpna 1820)
- 1901 – Betty Fibichová, operní zpěvačka (* 16. března 1846)
- 1902 – František Ekert, kněz, historik a spisovatel (* 30. září 1845)
- 1903 – Josef Böhm, sídelní kanovník litoměřické kapituly (* 19. června 1827)
- 1924 – František Krátký, český fotograf (* 7. září 1851)
- 1927 – Josef Patzel, československý politik německé národnosti (* 15. července 1876)
- 1944 – Václav Kindl, voják a velitel výsadku Intransitive (* 25. srpna 1916)
- 1952 – Jan Bula, kněz, oběť komunistického teroru (* 24. června 1920)
- 1963 – František Hrdina, houslista, kapelník a skladatel (* 17. října 1882)
- 1965 – Bohumil Opatrný, generální vikář pražské arcidiecéze (* 10. listopadu 1880)
- 1967 – Kuzma, spisovatel a překladatel (* 17. března 1900)
- 1969 – Juraj Slávik, československý politik, ministr československých vlád a diplomat (* 28. ledna 1890)
- 1970 – Antonín Schenk, osobní sekretář Tomaše Garrigue Masaryka (* 23. prosince 1896)
- 1973 – Božena Machačová-Dostálová, československá politička, ministryně (* 25. září 1903)
- 1974 – Otto Wagner, účastník zahraničního odboje za 2. světové války (* 28. března 1902)
- 1987 – Jan Kutálek, výtvarník, sochař-keramik (* 20. července 1917)
- 1989 – Pavel Juráček, filmový režisér (* 2. srpna 1935)
- 1994 – Jiří Sobotka, československý fotbalový reprezentant (* 6. července 1911)
- 1995 – Hana Vrbová, spisovatelka, redaktorka a překladatelka (* 13. února 1929)
- 1999 – Stanislav Podhrázský, malíř, sochař a restaurátor (* 10. listopadu 1920)
- 2003 – Ivo Žídek, český operní pěvec (* 4. června 1926)
- 2007 – Pavel Hobl, český režisér (* 20. června 1935)
- 2009 – Václav Vaško, diplomat, politický vězeň, katolický aktivista a spisovatel (* 26. dubna 1921)
- 2011
  - Jiří Pešek, československý fotbalový reprezentant (* 4. června 1927)
  - Eduard Janota, ekonom a ministr financí (* 13. března 1952)
  - Jaroslav Hovadík, grafik, malíř a sochař (* 8. května 1935)
- 2012 – Milan Sedláček, horolezec (* 1. října 1961)
- 2013
  - Miloslav Kříž, československý basketbalista (* 29. května 1924)
  - Věroslav Mertl, český spisovatel (* 30. března 1929)
- 2018 – Jaroslav Brabec, koulař a atletický trenér (* 27. července 1949)
- 2021 – Lubomír Ledl, levicový politik (* 23. července 1952)

### Svět
- 1277 – Jan XXI., papež (* 1215)

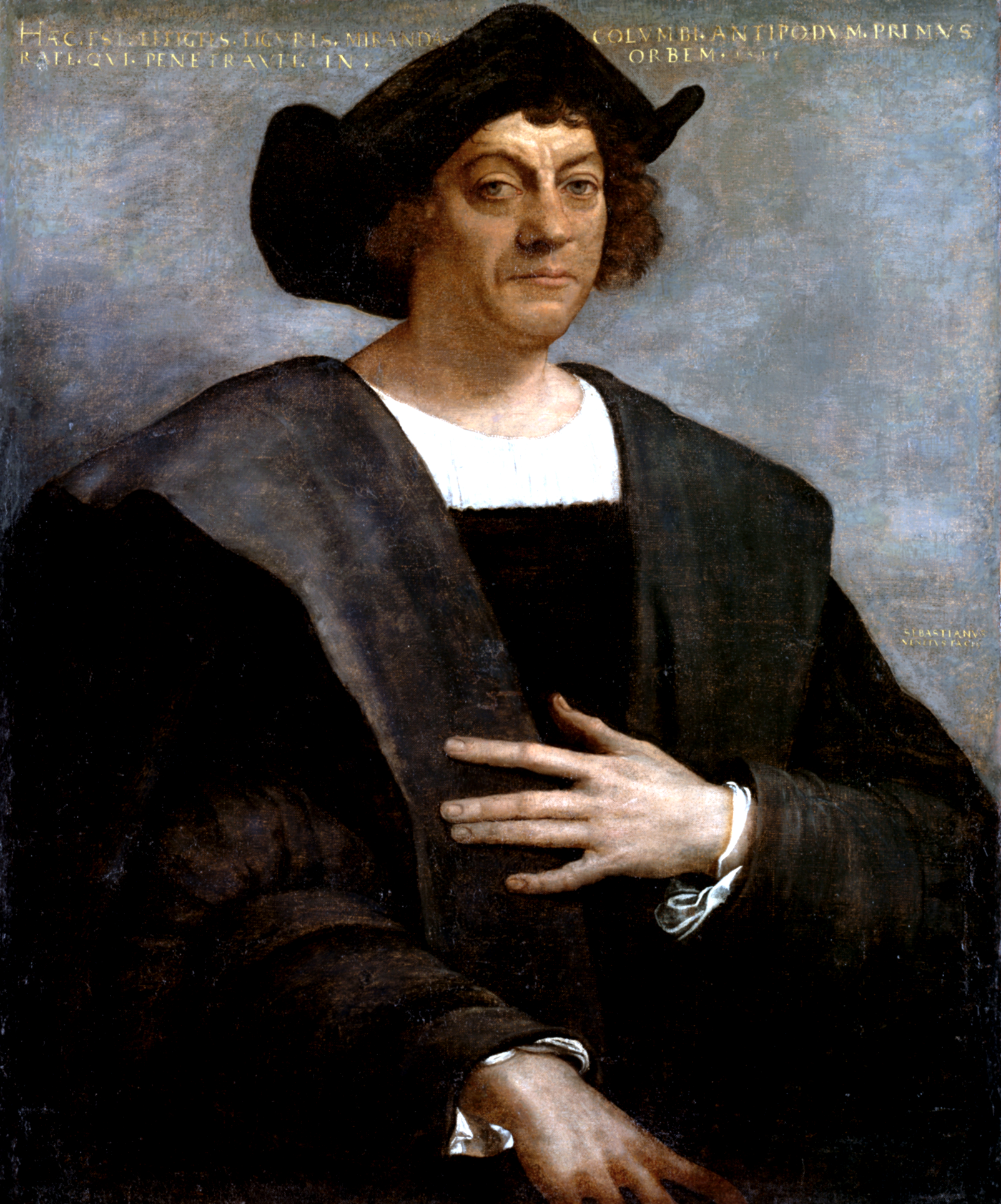
Kryštof Kolumbus († 1506)

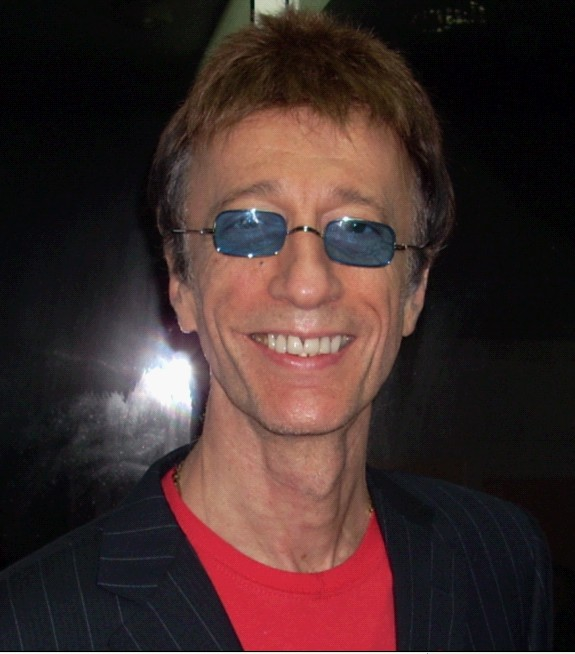
Robin Gibb († 2012)

- 1313 – Boleslav II. Mazovský, mazovsko-płocký kníže(* 1251)
- 1506 – Kryštof Kolumbus, italský mořeplavec, objevitel Ameriky (1492) (* 1451)
- 1527 – Michael Sattler, jeden z prvních vůdců novokřtěneckého hnutí (* ? 1490)
- 1622
  - Osman II., sultán Osmanské říše (* 3. listopadu 1604)
  - Ohrili Hüseyin Paša, osmanský velkovezír (* ?)
  - Pedro Páez, španělský jezuita a cestovatel (* 1564)
- 1648 – Vladislav IV. Vasa, král polský a velkokníže litevský (* 9. června 1595).
- 1749 – Ádil Šáh, perský šáh (* 1719)
- 1751 – Domènec Terradellas, španělský hudební skladatel (* 13. února 1711)
- 1834 – Gilbert du Motier, markýz de La Fayette, francouzský aristokrat, účastník americké války za nezávislost a francouzské revoluce (* 1757)
- 1879 – Peter Michal Bohúň, slovenský malíř (* 29. září 1822)
- 1880 – William Hallowes Miller, velšský mineralog, krystalograf a fyzik (* 6. dubna 1801)
- 1893 – Alfred Desmasures, francouzský novinář, spisovatel a historik (* 20. ledna 1832)
- 1896 – Clara Schumann, německá hudební skladatelka a pedagožka, vynikající klavíristka (* 1819)
- 1903 – Konstantin Michajlovič Staňukovič, ruský spisovatel (* 30. března 1843)
- 1940
  - Jozef Gregor-Tajovský, slovenský spisovatel (* 18. října 1874)Niki Lauda († 2019)

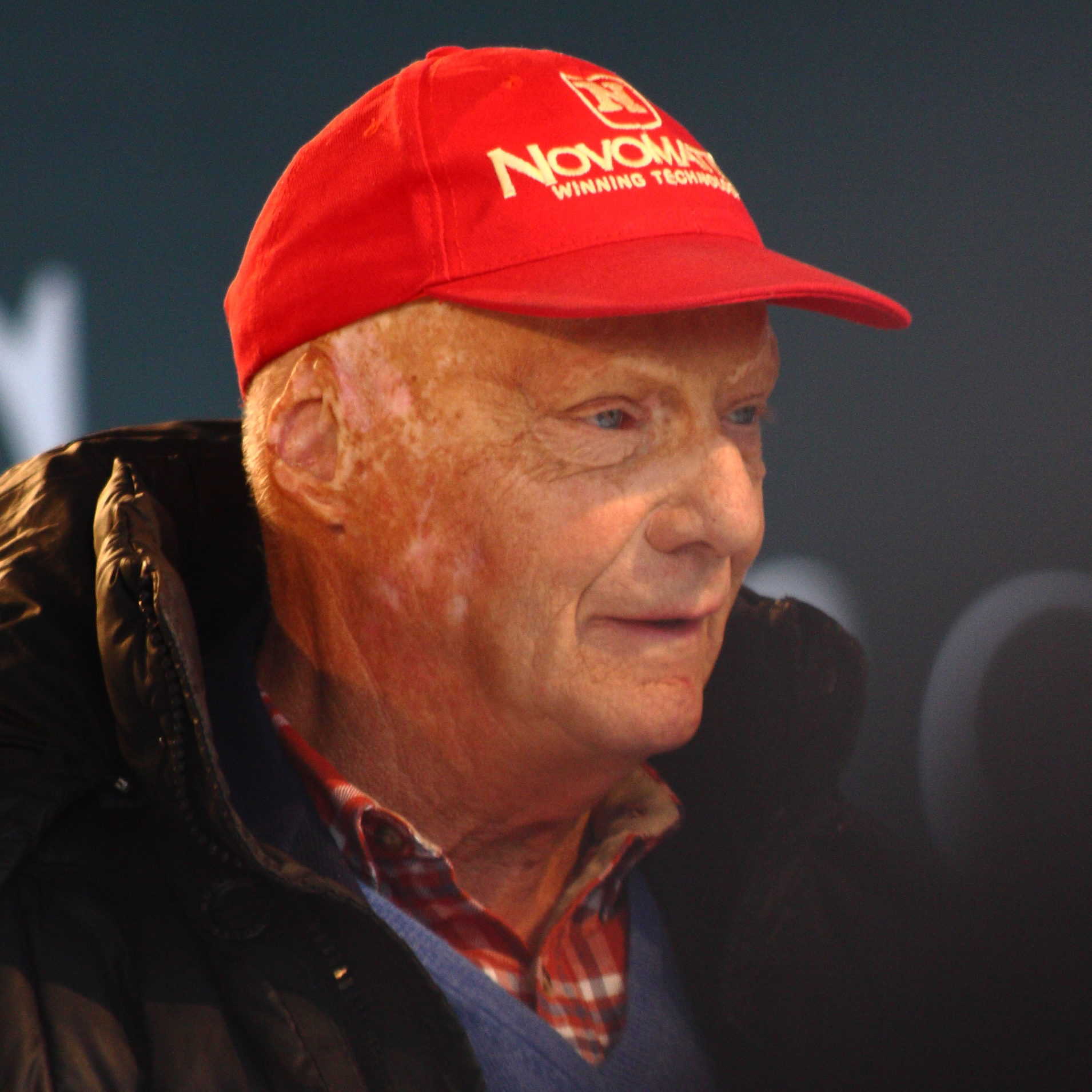
Niki Lauda († 2019)

  - Carl Gustaf Verner von Heidenstam, švédský prozaik a básník, člen Švédské akademie, nositel Nobelovy ceny (* 1859)
- 1942 – Hector Guimard, francouzský architekt (* 10. března 1867)
- 1943 – Jaroslav Šulc, český paleontolog (* 21. října 1903)
- 1945 – Otto von Feldmann, německý důstojník a politik (* 6. srpna 1873)
- 1947 – Philipp Lenard, maďarsko-německý fyzik, nositel Nobelovy ceny (* 1862)
- 1948 – Bogumił Šwjela, dolnolužický evangelický duchovní, jazykovědec (* 5. září 1873)
- 1949 – Damaskinos Papandreou, pravoslavný arcibiskup, premiér Řecka (* 3. března 1891)
- 1956 – Alois Hitler mladší, bratr německého diktátora Adolfa Hitlera (* 13. ledna 1882)
- 1959
  - Alfred Schütz, rakouský právník, filozof a sociolog (* 13. dubna 1899)
  - Iraklij Cereteli, gruzínský menševický politik (* 20. listopadu 1881)
- 1962
  - Tymoteusz Szretter, metropolita polské pravoslavné církve (* 16. května 1901)
  - Joan Rivierová, britská psychoanalytička (* 28. června 1883)
- 1971 – Waldo Williams, velšský básník (* 30. září 1904)
- 1973 – Jarno Saarinen, finský motocyklový závodník (* 11. srpna 1945)
- 1974 – Jean Daniélou, teolog, historik, jezuita a člen francouzské Akademie (* 1905)
- 1975 – Barbara Hepworth, anglická sochařka (* 10. ledna 1903)
- 1981 – Binjamin Arditi, izraelský politik (* 1. července 1897)
- 1982 – Monk Montgomery, americký jazzový baskytarista (* 10. října 1921)
- 1989 – John Hicks, britský ekonom (* 8. dubna 1904)
- 1992 – Giovanni Colombo, italský kardinál, arcibiskup Milána (* 6. prosince 1902)
- 1995 – Milan Mach, český herec (* 4. ledna 1926)
- 1996 – Jon Pertwee, britský herec a kabaretní umělec (* 7. července 1919)
- 2000 – Jean-Pierre Rampal, francouzský flétnista (* 1922)
- 2002 – Stephen Jay Gould, americký zoolog, paleontolog, evoluční biolog a historik vědy (* 1941)
- 2005 – Paul Ricœur, francouzský křesťanský filosof (* 1913)
- 2008 – Harald Hein, německý šermíř, olympijský šampión v šermu s fleretem (* 19. dubna 1950).
- 2009 – Pierre Gamarra, francouzský spisovatel a novinář (* 10. července 1919)
- 2012
  - Robin Gibb, britský zpěvák, skladatel, producent, člen skupiny Bee Gees (* 1949)
  - Carrie Smith, americká zpěvačka (* 25. srpna 1925)
  - Geoffrey Evans, irský sériový vrah anglického původu (* 1940)
- 2013 – Ray Manzarek, americký hudebník (* 12. února 1939)
- 2019 – Niki Lauda, rakouský pilot Formule 1 (* 22. února 1949)
- 2023 – Terry McDermott, americký rychlobruslař (* 20. září 1940)

## Svátky
- Obrázky, zvuky či videa k tématu 20. květen na Wikimedia Commons

### Česko
- Zbyšek, Zbyslav, Zbislav, Zbyhněv
- Hvězdoslav, Hvězdoslava

### Svět
- Světový den metrologie
- Světový den včel
- Slovensko: Bernard
- Kamerun: Den ústavy
- Bulharsko: Den Botev
- Kambodža: Den mučedníků
- Kuba, Saúdská Arábie: Den nezávislosti
- Kanada: Viktoria Day

### Liturgický kalendář
- Sv. Klement Maria Hofbauer
- Bernardin Sienský

| 20. květen v pražském KlementinuÚdaje jsou platné k 8. 7. 2025. | 20. květen v pražském KlementinuÚdaje jsou platné k 8. 7. 2025. | 20. květen v pražském KlementinuÚdaje jsou platné k 8. 7. 2025. |
| minimum                                                         | denní průměr                                                    | maximum                                                         |
| --------------------------------------------------------------- | --------------------------------------------------------------- | --------------------------------------------------------------- |
| −0,7 °C (1876)                                                  | 15,3 °C (od 1961)                                               | 30,7 °C (2022)                                                  |